# Джорджина Спелвин
Джорджина Спелвин (англ. Georgina Spelvin), настоящее имя Шелли Боб Грэхэм (англ. Shelley Bob Graham, род. 1 марта 1936, Хьюстон, Техас) — бывшая американская актриса и порноактриса, наиболее известная как звезда классического фильма эпохи порношика «Дьявол в мисс Джонс».

## Ранняя жизнь
Шелли Боб Грэхэм родилась в Хьюстоне, штат Техас 1 марта 1936 года, в 14:24. Её отец был геофизиком, и семья часто переезжала. В детстве занималась танцами. Окончила школу в 1954 году.
|  | Сначала я хотела быть оперной певицей, но мой голос был недостаточно хорош. Вторым вариантом была балерина. Затем последовал ряд компромиссов.Джорджина Спелвин |

## Нью-Йорк
Начала профессиональную карьеру как танцовщица, затем танцевала в мюзикле «Пижамная игра», играла в постановках Бродвейского театра — мюзиклах «Кабаре», «Парни и куколки» и «Милая Чарити». Спелвин начала использовать написание имени как Chele Graham, но сохранила то же произношение, как у Shelley Graham. Когда уменьшилось количество предложений в постановках, она стала работать в ряде мюзиклов хореографом, режиссёром и светотехником, что привело к знакомству с андеграундной киносценой.

## Порнография
Сценическое имя, взятое актрисой — вариация «Джордж Спелвин», имени, которое традиционно используется в качестве псевдонима американскими театральными актёрами для дополнительного персонажа, когда они играют две роли.
Первая роль актрисы в кино — софткорный фильм на лесбийскую тематику 1957 года The Twilight Girls. Затем последовало несколько ролей в сексплотэйшн-фильмах в конце 1960-х годов.
Спелвин перешла в порно, когда её друг, актёр Гарри Римс, познакомил её с порнорежиссёром Джерардом Дамиано. Благодаря роли в фильме 1973 года «Дьявол в мисс Джонс» она стала одной из самых известных фигур в хардкор-порнографии.
В 1973 году Роберт Берквист, пишущий для The New York Times, заметил, что «„Мисс Джонс“ так же известна в респектабельном и состоятельном пригороде Нью-Йорка] Скарсдейле, как и на Бродвее».
В 1974 году снялась в малобюджетном эксплуатационном фильме Girls For Rent (он же I Spit on Your Corpse), для которого также выступила художником по костюмам.
В 1974 году, когда Спелвин проживала в штате Мэн, ей было предъявлено обвинение в перевозке непристойных материалов через границы штата в Теннесси за её фильм «Дьявол в мисс Джонс». В конечном итоге обвинения были сняты в 1977 году.
В 1975 году Спелвин переехала в Эль-Кахон вместе с Клэр Люмьер (она же Джудит Гамильтон), познакомилась с Винсом Мирандой (владелец 50 % акций сети кинотеатров для взрослых Pussycat Theater) и появилась в Take it Off его Off Broadway.
Ушла из индустрии в 1982 году, снявшись более чем в 70 фильмах для взрослых.

## Дальнейшая жизнь
Сыграла эпизодические роли в комедиях «Полицейская академия» и «Полицейская академия 3: Переподготовка». Позже были роли в фильмах Bad Blood («Дурная кровь», 1989, в титрах как Рут Рэймонд) и Next Year in Jerusalem, а также гостевые роли в телешоу Dream On и «Затерянный мир».
Спелвин изучила настольную издательскую систему и работала в Los Angeles Times до тех пор, пока не вышла на пенсию в 2004 году.
В 2004 году снялась в эпизодической роли без секса в ремейке студии Vivid Video фильма «Дьявол в мисс Джонс» под названием «Новый Дьявол в мисс Джонс».
В 2005 году дала интервью для документального фильма «В глубокой глотке» (Inside Deep Throat). В 2006 году — интервью для документального фильма Devil In Miss Spelvin («Дьявол в мисс Спелвин»), специально снятого для включения в коллекционное издание Devil in Miss Jones, The Definitive Collector’s Edition.
В 2009 году снялась камео в клипе Massive Attack на песню Paradise Circus.
В 2011 году стала гостем серии (сезон 1, эпизод 5) телесериала на Showtime Dave’s Old Porn, в котором просматривала и обсуждала сцены из ряда своих фильмов (в том числе «Дьявол в мисс Джонс») с ведущими Дэйвом Аттеллом (Dave Attell) и гостем Адамом Кароллой (Adam Carolla).

## Личная жизнь
В 1983 году Спелвин познакомилась с актёром Джоном Уэлшем, а 16 января 2000 года пара поженилась.

## Автобиография
В мае 2008 года опубликовала автобиографию под названием The Devil Made Me Do It («Дьявол заставил меня сделать это») и выпустила короткий веб-клип, где объявила о её публикации в интернете. Самоизданная книга была доступна на официальном сайте Georgiespelvin.com.

## Награды и номинации
Награды
- 1976 AFAA — лучшая актриса второго плана за Ping Pong[29]
- 1977 AFAA — лучшая актриса за Desires Within Young Girls[29]
- 1978 AFAA — лучшая актриса второго плана за Take Off[29]
- 1979 AFAA — лучшая актриса второго плана за Ecstasy Girls[29]
- 1980 AFAA — лучшая актриса второго плана за Urban Cowgirls[29]
- 1981 AFAA — лучшая актриса за Dancers[29]
- 1991 XRCO Award — премия за жизненные достижения[30]
- Зал славы AVN[31]
- Зал славы XRCO[32]

Номинации
- 2006 AVN Awards — лучшее исполнение без секса за The Devil in Miss Jones[33]